# Onychocerus albitarsis
Espèce
Onychocerus albitarsis est une espèce d'insectes coléoptères de la famille des Cerambycidae. Il est remarquable pour ses derniers segments antennaires ayant connu une évolution convergente avec les dards des scorpions.

## Répartition
Cette espèce vit en Bolivie, au Brésil et au Pérou.